# Ypsilopus viridiflorus
Ypsilopus viridiflorus är en orkidéart som beskrevs av Phillip James Cribb och Joyce Stewart. Ypsilopus viridiflorus ingår i släktet Ypsilopus och familjen orkidéer. Inga underarter finns listade i Catalogue of Life.